# كرستن فرانك
كرستن فرانك (بالألمانية: Kerstin Frank)‏ هي متزلجة فنية نمساوية، ولدت في 23 أكتوبر 1988 في فيينا في النمسا.

## وصلات خارجية
- كرستن فرانك على موقع الاتحاد الدولي للتزلج (الإنجليزية)
- كرستن فرانك على موقع أوليمبيديا (الإنجليزية)